# Yap
Yap (domačini mu pravijo Wa'ab) je otok v Karolinskem otočju, ki spada pod Federativne države Mikronezije. Otok je sestavljen iz štirih otokov, ki so med seboj tesno stikajo, loči pa jih koralni greben. Otok je hribovit in poraščen z gosto vegetacijo. Obalna območja pokrivajo obširna mangrova močvirja. Otok ima površino 100.2 km², po podatkih iz leta 2003 je na njem živelo 6,300 prebivalcev. Glavno mesto je Colonia, pod administrativno območje Yap pa spada še 14 atolov, od katerih so nekateri od glavnega otoka oddaljeni tudi do 800 km.
Še pred prihodom Evropejcev so otok naseljevale kulture iz Mikronezije. Njihove ostanke je še danes možno videti po celotnem površju. Najbolj znamenit je t. i. kamniti denar, to so nekakšni kamniti diski z luknjo v sredini. Otok so ponovno odkrili Španci, v drugi polovici 19. stoletja so ga zasedli Nemci, kar je privedlo do spora med Nemčijo in Španijo. Spor je rešil šele papež Leon XIII., ki je odločil v korist Špancem, Nemci pa so se morali zadovoljiti s trgovskimi pravicami. Kot posledica špansko-ameriške vojne so Španci leta 1899 Yap skupaj z ostalimi otoki v Karolinskem otočju prodali Nemcem. Med letoma 1899 in 1914 je spadal pod upravo Nemške Nove Gvineje, na njem pa je bil izredno pomemben komunikacijski center za nemška ozemlja v Tihem oceanu. Septembra 1914 so otok po kratkem boju zasedle japonske čete. Po podpisu versajske mirovne pogodbe je prišel pod upravo Lige narodov, leta 1922 pa je bil med Japonsko in ZDA sklenjen poseben sporazum, ki je za otok opredeljeval trgovske pravice.
Med drugo svetovno vojno je bila na otoku močna japonska garnizija. Tekom vojne ga Američani nikoli niso zasedli, temveč so ga enostavno obšli in ga tako ločili od  glavnine japonskih sil. So pa otok neprestano bombardirali iz zraka in z morja. Japonska garnizija na otoku se je predala šele ob koncu vojne. Po vojni so ga zasedli Američani, kmalu zatem pa je otok prešel pod zaščito Združenih narodov. Tako je ostalo vse do leta 1986, ko je Yap postal del Federativne države Mikronezije.